# Anna af Slesvig-Holsten-Sønderborg
Anna af Slesvig-Holsten-Sønderborg (8. oktober 1577 – 30. januar 1616) var en dansk-tysk prinsesse, der var hertuginde af Pommern fra 1601 til 1606. Hun var datter af hertug Hans den Yngre af Slesvig-Holsten-Sønderborg og blev gift med hertug Bogislav 13. af Pommern.

## Biografi
Anna blev født den 8. oktober 1577 i Sønderborg som det ottende barn og tredje datter af hertug Hans den Yngre af Slesvig-Holsten-Sønderborg i hans første ægteskab med Elisabeth af Braunschweig-Grubenhagen.
Hun blev gift den 30. maj 1601 i Sønderborg med hertug Bogislav 13. af Pommern. De fik ingen børn.
Hertug Bogislav døde den 7. marts 1606. Hertuginde Anna overlevede sin mand med ni år og døde som 38-årig den 30. januar 1616 i Frantzburg.